# Мур, Марианна

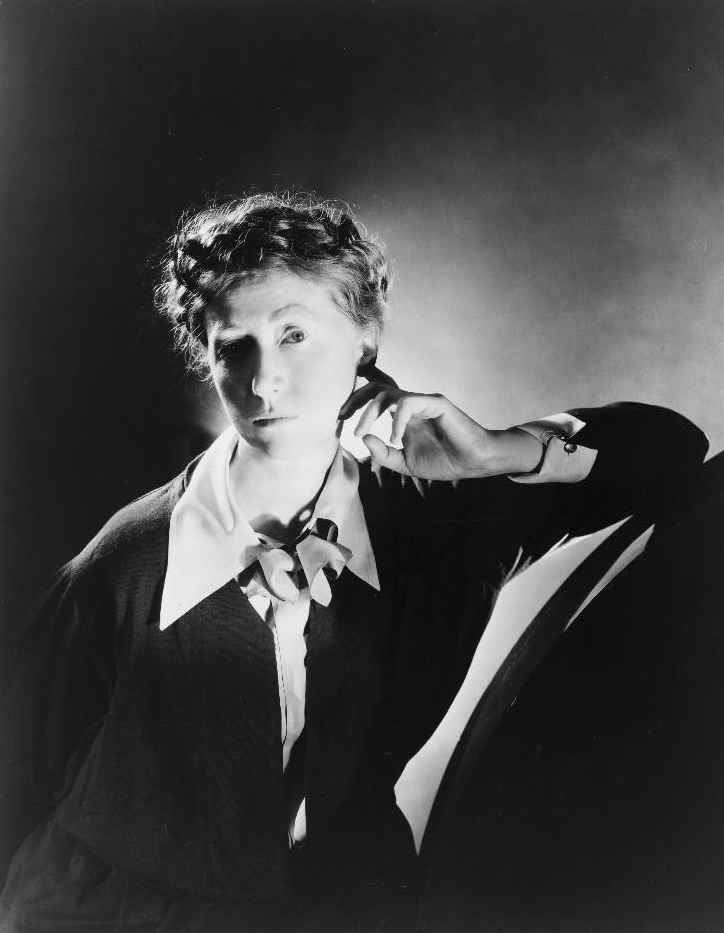
Фотография М. Мур, сделанная Дж. П. Лайнсом в 1935 году

Марианна Крэйг Мур (англ. Marianne Craig Moore; 15 ноября 1887, Керквуд, округ Сент-Луис, Миссури — 5 февраля 1972, Нью-Йорк) — американская поэтесса, одна из ведущих представительниц модернизма, лауреат многих премий (включая Национальную книжную премию и Пулитцеровскую премию в 1951 году), писавшая в своеобразной, яркой манере, сочетавшей точность и насыщенность с обильным цитированием и редким умением «многообразие идей вложить в один, компактный образ». Т. С. Элиот назвал творчество Мур «частицей того очень редкого вещества, что называется неэфемерной современной поэзией».

## Биография
Марианна Мур родилась в 1887 году в Керквуде неподалёку от Сент-Луиса в семье инженера-строителя Джона Милтона Мура (John Milton Moore) и его жены Мэри (в девичестве Уорнер), а воспитывалась в доме деда, пресвитерианского пастора Джона Риддла Уорнера (John Riddle Warner). После его смерти в 1894 году Мур, её семья и родственники в 1896 году переехали в Карлайл, Пенсильвания. В 1905 году Мур поступила в Брин-Мор-колледж и закончила его в 1909 году, после чего некоторое время изучала стенографию в Коммерческом колледже Карлайла, а затем приступила к преподавательской деятельности в карлайлской Indian Industrial School (1911—1915).

### Литературная карьера
Публиковаться на профессиональном уровне Марианна Мур начала в 1915 году и тут же обратила на себя внимание нескольких крупных поэтов разных направлений: Уоллеса Стивенса, Уильяма К. Уильямса, Хильды Дулитл, Т. С. Элиота и Эзры Паунда.
В 1918 году Мур с матерью переехала в Нью-Йорк, а 1921 стала ассистенткой в Нью-Йоркской публичной библиотеке. Она стала общаться с известными поэтами (в частности, У. Стивенсом и К. Уильямсом), сотрудничать с влиятельным литературным журналом The Dial, редактором которого работала в 1925—1929 годы. Здесь (следуя в какой-то мере примеру Э. Паунда) она начала курировать молодых поэтов, так или иначе способствовав успеху Элизабет Бишоп, Аллена Гинзберга, Джона Эшбери и Джеймса Меррилла. После выхода в свет «Избранных стихотворений» (Selected Poems, 1935) Мур «выдвинулась в число крупнейших американских поэтов».
В 1933 году Мур получила Премию Элен Левинсон (Helen Haire Levinson Prize) от журнала Poetry. Наибольшее число наград получил её сборник «Collected Poems» (1951): за него поэтесса получила Пулитцеровскую премию, Национальную книжную премию и Премию Боллингена. Мур приобрела известность и популярность в литературных кругах Нью-Йорка, где на приёмах у мэра неоднократно брала на себя роль хозяйки вечера. Она нередко посещала боксёрские соревнования и бейсбольные матчи, причём была большой поклонницей Мухаммеда Али, для альбома которого (I Am the Greatest!) написала вступление на обложке. Мур продолжала публиковаться в таких изданиях, как The Nation, The New Republic и Partisan Review.
На стихи Марианны Мур писали музыку Вирджил Томсон, Глория Коутс и др.

## Произведения
- Poems, 1921.
- Observations, 1924.
- Selected Poems, 1935.
- The Pangolin and Other Verse, 1936.
- What Are Years, 1941.
- Nevertheless, 1944.
- A Face, 1949.
- Collected Poems, 1951.
- Fables of La Fontaine, 1954
- Predilections: Literary Essays, 1955.
- Idiosyncrasy and Technique, 1966.
- Like a Bulwark, 1956.
- O To Be a Dragon, 1959.
- Idiosyncrasy and Technique, 1959.
- The Marianne Moore Reader, 1961.
- Eight Poems, 1962
- The Absentee: A Comedy in Four Acts, 1962.
- Puss in Boots, The Sleeping Beauty and Cinderella, 1963.
- Dress and Kindred Subjects, 1965.
- Poetry and Criticism, 1965.
- Tell Me, Tell Me: Granite, Steel and Other Topics, 1966.
- The Complete Poems, 1967.
- The Accented Syllable, 1969.
- The Complete Poems, 1981.
- The Complete Prose, 1986.
- The Selected Letters of Marianne Moore

### На русском языке
- Мур М. Стихотворения. — В кн.: Современная американская поэзия. М., 1975
- Мур М. Стихотворения. — В кн.: Поэзия США. М., 1982